# جمیل بکر
جمیل بکر (فرانسوی: Djamel Bakar‎؛ زادهٔ ۶ آوریل ۱۹۸۹) بازیکن فوتبال اهل فرانسه است که در پست مهاجم بازی می‌کند.
از باشگاه‌هایی که در آن بازی کرده‌است می‌توان به باشگاه فوتبال مون‌پلیه، باشگاه فوتبال موناکو و باشگاه فوتبال نانسی اشاره کرد.
وی همچنین در تیم‌های ملی فوتبال زیر ۱۹ سال فرانسه، زیر ۲۱ سال فرانسه، و کومور بازی کرده‌است.